# Fiverr
Fiverr es un mercado en línea israelí para servicios independientes. La empresa proporciona una plataforma para que los trabajadores autónomos ofrezcan servicios a clientes de todo el mundo.

## Historia
Fiverr fue fundada por Micha Kaufman y Shai Wininger, y se lanzó en febrero de 2010. A los fundadores se les ocurrió el concepto de un mercado que proporciona una plataforma de dos lados para que las personas compren y vendan una variedad de servicios digitales que suelen ofrecer los contratistas independientes. Los servicios ofrecidos en el sitio incluyen redacción, traducción, diseño gráfico, edición y programación de video. Los servicios de Fiverr comienzan en US $ 5. Cada servicio ofrecido se llama un "gig".Fiverr cobra 20% por cada transacción del cliente y también del contratista. 
El sitio web se lanzó a principios de 2010 y en 2012 albergaba más de 1,3 millones de Gigs. El volumen de transacciones del sitio web ha crecido un 600% desde 2011. Además, Fiverr.com se ha clasificado entre los 100 sitios más populares de los Estados Unidos y los 200 más populares del mundo desde principios de 2013.  
El 1 de junio de 2010, Fiverr recibió una inversión inicial de 1 millón de dólares de Guy Gamzu y otros inversores ángeles, y en mayo de 2012, Fiverr obtuvo 15 millones de dólares en financiación de Accel Partners y Bessemer Venture Partners, lo que eleva la financiación total de la empresa a 20 millones de dólares.
En diciembre de 2013, Fiverr lanzó su aplicación para iOS en la  Apple App Store, y en marzo de 2014, Fiverr lanzó su aplicación de Android en la tienda Google Play.
En agosto de 2014, Fiverr anunció que había recaudado USD 30 millones en una ronda de financiación de la serie C de Bessemer Venture Partners, Accel (antes conocida como Accel Partners) y otros inversores. La ronda llevó su financiamiento total a la fecha a USD 50 millones.
En junio de 2019, cotizó en la Bolsa de Valores de Nueva York.
El 19 de febrero de 2020, la empresa reportó ingresos por USD 107,1 millones para el año fiscal 2019.
Los ingresos en 2022 fueron de $337.4 millones. El margen bruto GAAP en 2022 fue del 80.5%, una disminución de 210 puntos base desde el 82.6% en 2021. El margen bruto no GAAP en 2022 fue del 83.0%, una disminución de 110 puntos base desde el 84.1% en 2021.
La pérdida neta GAAP en 2022 fue de ($71.5) millones, o una pérdida neta de ($1.94) por acción, en comparación con una pérdida neta de ($65.0) millones, o una pérdida neta de ($1.81) por acción, en 2021. El EBITDA ajustado en 2022 fue de $24.4 millones, en comparación con $22.9 millones en 2021. El margen de EBITDA ajustado fue del 7.2% en 2022, una disminución de 50 puntos base desde el 7.7% en 2021.

## Adquisiciones
En 2017, Fiverr adquirió la plataforma de creación de video VeedMe.
En enero de 2018, Fiverr adquirió AND CO, fabricante de softwares para freelancers. El CEO Micha Kaufman dijo en su momento que muchas de las capacidades de AND CO, tales como la facturación, están incorporadas en la plataforma de Fiverr, pero "la gran mayoría de la actividad freelance ocurre fuera de línea", y Fiverr quiere facilitar esas relaciones fuera de línea.
En febrero de 2019, Fiverr adquirió una plataforma premium de marketing de contenidos basada en suscripciones, ClearVoice. Fundada en 2014 por Jay Swansson y Joe Griffin, ClearVoice es una empresa respaldada por capital de riesgo con sede en Phoenix, Arizona. La adición de ClearVoice a la cartera de la empresa permite a Fiverr prestar servicios de manera conveniente y consistente a los profesionales independientes, así como a empresas más grandes.

## Lanzamiento en España e Hispanoamérica
En mayo de 2020, Fiverr lanzó la versión del sitio en español para dirigirse tanto al mercado español como al hispanoamericano.

## Crítica
En 2017, Fiverr fue criticada por anuncios que presentaban una vida poco saludable y excesos en los comportamientos laborales como ideales a los que atenerse. La empresa también ha sido criticada por infravalorar el trabajo freelance y presionar los precios a la baja.